# MD-500
MD-500 is serie van ontwerpen van halfafzinkbare platforms van Mitsubishi Heavy Industries. Het ontwerp bestaat uit twee parallelle pontons met elk vier kolommen met daarop het werkdek.
Daarvoor had Mitsubishi het MD-20S-ontwerp gemaakt met drie kolommen per ponton, de Hakuryu II uit 1971. Toen had het al vier platforms gebouwd naar het Sedco 135-ontwerp en twee naar het Ocean Victory-ontwerp.
Op dit ontwerp werd weer de MD-602 gebaseerd.

## MD-500-serie
| Type              | Naam         | Werf                        | Jaar | IMO-nummer |
| ----------------- | ------------ | --------------------------- | ---- | ---------- |
| MD-500 / MD 25-SP | Hakuryu III  | Mitsubishi Heavy Industries | 1974 | 8751605    |
| MD-501            | Hakuryu V    | Mitsubishi Heavy Industries | 1977 | 8751617    |
| MD-502            | Petrobras XV | Mitsubishi Heavy Industries | 1983 | 8754073    |
| MD-503            | Petrobras X  | Mitsubishi Heavy Industries | 1982 | 8754023    |